# Liverpool Montevideo
Der Liverpool Fútbol Club, kurz Liverpool FC oder einfach nur Liverpool, im deutschen Sprachraum bekannt als Liverpool Montevideo oder Liverpool FC Montevideo, ist ein Fußballverein aus der uruguayischen Hauptstadt Montevideo.

## Geschichte
Der Liverpool FC entstammt in seinen Ursprüngen einer Gruppe von Schülern des Colegio de los Padres Capuchinos unter anderem um Domingo und Luís Etchegoyen, Diego Azcoitía, Julio Freire, Hermelino und Mario Pintos, José Misa, Juan Torchello, Luís Peretti und Juan Añon, die sich seit 1908 im montevideanischen Barrio Nuevo París zum Fußballspielen traf. Der Name des Klubs, der schließlich am 15. Februar 1915 offiziell gegründet wurde, ist dabei auf eine Erdkunde-Unterrichtsstunde zurückzuführen, in der Großbritannien Thema war und Julio Freire auf den Namen der gleichnamigen englischen Hafenstadt aufmerksam wurde. Die offizielle Gründung fand im Laden der Familie Chinchurreta statt, der sich an der Straßenecke Agraciada / Pilar Costa befand. Seit dieser Zeit führte der Verein die auch heute noch gültige Bezeichnung Liverpool Fútbol Club. Erster Vorsitzender des Vereins wurde der Hauseigentümer des Gründungsversammlungsortes Francisco Chinchurreta. Ihm zur Seite stand der Stellvertreter Emilio Freire.
Im ersten Jahr trat man in der Tercera Extra an und debütierte dort in den auch heute noch verwendeten Trikotfarben schwarz-blau mit einem 1:0-Sieg über Newcastle. Bereits 1916 folgte der Aufstieg in die Intermedia. 1919 stieg man erstmals nach einem entscheidenden Sieg gegen Misiones in die Primera División auf. Zum Team jener Epoche zählten José Rossi, Berio, José Naya, Humberto Tomassina, Fausto Batignani und Pedro Etchegoyen.
Während man in der Liga fortan meist am Saisonende im gesicherten Mittelfeld platziert war und in der Zeit des sogenannten Schismas, der Spaltung der Organisationsstruktur im uruguayischen Fußball Mitte der 1920er Jahre in der Liga der Asociación Uruguaya de Fútbol verblieb, entging man in den Jahren 1927 und 1928 nur jeweils knapp dem Abstieg aus der höchsten uruguayischen Spielklasse. In der für den Klub vorläufig letzten Erstligasaison 1929 konnte das Team Liverpools als Drittletzter schließlich die Klasse nicht mehr halten.
Erneut wurde man 1937 Meister der Divisional Intermedia und kehrte über die Relegation der Saison 1937 in die höchste uruguayische Liga zurück. Dem Aufstiegskader gehörten die Spieler Dartolin, Guibernau, Roberto Rodríguez, Yebra, Villarreal, „Ruso“ Michín, „Cacharpa“ Pérez, „Piano“ Méndez, Gorla und Barriole an.
Dort wurde man 1938 nur Tabellenletzter. Allerdings sicherte man sich in der Relegation gegen Intermedia-Meister Club Atlético Progreso den Klassenerhalt. Bis zur Saison 1963 blieb die Mannschaft erstklassig und platzierte sich in der Saisonabschlusstabelle meist im Mittelfeld, teils aber auch im unteren Bereich der Tabelle. Den Kern der Mannschaft in den 1940er Jahren bildeten unter anderem Roque Máspoli, Sixto González, „Pulpa“ Rodríguez, Omar Abreu, Pedro Leguizamón, Osiris Romero, Dalton Rosas Riolfo sowie die beiden Argentinier Lombardini und Salomón.
Im Folgejahrzehnt gehörten Aníbal Paz, Campero, Chávez, Tydeo López Piñeiro, Edgardo González, Roberto Fleitas, Traverso, Pedro Cubilla, Luis Dogliotti, Marichal, „Taita“ Gómez, José Ayup, Juan Carlos López und Atilio García zu den hervorstechenden Akteuren bei den Montevideanern. Als Tabellenletzter des Jahres 1963 musste man jedoch den Abstieg in die Zweitklassigkeit hinnehmen.
1966 sicherte man sich am letzten Spieltag vor 9000 Zuschauern im Parque Federico Saroldi mit einem 2:0-Sieg gegen River Plate Montevideo den Wiederaufstieg in die höchste uruguayische Spielklasse. Die von Eugenio Galvalissi und „preparador físico“ Hermes Huelmo trainierte Aufstiegsmannschaft bestand aus den Spielern Ernesto Guerrini, Walter López, Rubén Soria, Gilberto Machado, Rubén Rossi, César Quiroga, Nilo Acuña, Jorge Vázquez, Hamilton Rivero, Alberto Gómez, Juan José Torres und der im Folgejahr das Traineramt übernehmende Juan Ricardo Faccio. Ab 1967 trat die Mannschaft des Liverpool FC somit wieder in der Primera División an.
In den 1970er Jahren durchlebte der Klub eine äußerst erfolgreiche Zeit. Im Jahr 1971 führte man eine 13 absolvierte Partien beinhaltende Europatournee durch, bei der die Mannschaft des Klubs unter anderem das Team Werder Bremens mit 4:1 bezwang. Dies war einer der drei Siege des Klubs auf dieser Sportreise. In jenem Jahrzehnt spielten unter der Leitung von Trainer Ondino Viera und Carlos Silva Cabrera unter anderem folgende Spieler: Bernardico und der Argentinier Hurt im Tor. Agapito Rivero, Saúl Rivero, Denis Milar, Francisco Campo, Carlos Pérez, Eleuterio Marrero, José Maldonado, Juan José Amatraín, Nelson Agresta, Hugo Cabezas, Savoy aus Argentinien, Nelson Presente, Pedro Alvarez, Héctor Santos, der „Tano“ genannte Francisco Berttocchi, Ricardo Brandán, Abayubá Ibañez, Luís Fontora, Darwin Dalmás, Julio Rodríguez, Fernando Rodríguez Riolfo und Luís Pereyra.
Nachdem man in den 1980er Jahren zwischenzeitlich zweitklassig gespielt hatte, stieg die Mannschaft um Trainer Julio César Antúnez 1987 erneut in die Primera División auf. Das im entscheidenden Spiel im November 1987 gegen Racing siegreiche Team bestand aus folgenden Spielern: Hugo Quevedo, Daniel Libonatti, Héctor Correa, Gustavo Machaín, Carlos De Ávila, Julio Rodríguez, Miguel González, Nelson Ledesma, Luis Cardozo, Jorge Rodríguez Rodríguez und Peter Méndez, sowie dem eingewechselten Carlos Sauco. Erstklassig blieb man bis in die Saison 2000, an deren Ende man erneut den Gang in die Zweitklassigkeit antreten musste.
Die Apertura 2009 beendete Liverpool auf dem 2. Tabellenplatz. In der Saison 2012/13 wurde man Zwölfter. Nachdem man in der Saison 2013/14 nach Abschluss der Apertura den 6. Tabellenplatz belegt hatte, rangierte man in der Clausura auf Position 13. In der Jahresgesamttabelle wurde man somit Neunter. Dies bedeutete in der saisonübergreifend berechneten Abstiegswertung für Liverpool zur Spielzeit 2014/15 den Gang in die Zweitklassigkeit. Dort sicherte sich der Klub Ende April 2015 drei Spieltage vor Saisonende den unmittelbaren Wiederaufstieg in die Primera División zur Saison 2015/16.
2023 gewann Liverpool zum ersten Mal die Meisterschaft von Uruguay.

## Der Name
Es kursierten zwei Geschichten um den Namen des Vereins. In der ersten wurde der Klub nach einer Geographie-Klasse benannt, die die Geschichte Großbritanniens studierte. In der zweiten Version drehten die Gründerväter des Klubs einen Globus und benannten den Verein nach der Stadt, auf der der Finger den Globus stoppte. Nach dieser Geschichte war dies das englische Liverpool. Auch stammte die Mehrzahl der in Montevideo ankommenden Kohleschiffe aus dem betriebsamen englischen Hafen. In der Saison 2005/06 nahm der Klub erstmals Bezug auf den englischen Namensvetter, indem man die Auswärtstrikots komplett in Rot entwarf. Der englische FC Liverpool, auch die Reds genannt, hat diese Vereinsfarbe berühmt gemacht.

## Trainer
- ab 25. September 1939 bis 1941: Lorenzo Fernández
- 1945 bis Januar 1947: Lorenzo Fernández
- 1949 bis 1951: Lorenzo Fernández[14]
- mindestens 1963 und 1966: Eugenio Galvalisi
- Roberto Fleitas 1969[15]
- Ondino Viera (1971, 1974)
- 1976: José Sasía
- 1979: Gualberto Díaz[16]
- mind. Januar 1983[17] – 1984[15]: Roberto Fleitas
- 1991: Gerardo Pelusso
- 2002 bis 2003: Julio César Ribas
- 2006 bis 2007: Juan Tejera[18]
- mind. August 2009: Eduardo Favaro[19]
- 2011: Diego Demarco[20]
- mindestens Anfang 2012 bis zum 10. Spieltag der Saison 2012/13: Julio César Antúnez[21]
- ab November 2012 (11. Spieltag Apertura) bis Dezember 2012: José Puente[22]
- Beginn Clausura 2013 bis Juni 2013: Raúl Möller[23]
- seit der Saison 2013/14: Eduardo Favaro[24]
- Juli 2014 bis Juni 2015: Alejandro Apud
- Ende Juni 2015 bis 3. November 2015: Juan Verzeri
- ab November 2015: Gabriel Oroza[25]
- ab 23. Februar 2016: Mario Saralegui[26]

## Bekannte Spieler
| - Nicolás Acevedo - Luis Aguiar - Diego Aguirre - Rodrigo Aguirre - Jorge Alcalde - Emiliano Alfaro - Luis Barbat - Edgar Borges - Gonzalo Bueno - Sebastián Cáceres - Osvaldo Canobbio - Luis de Agustini - Jorge Delgado - Armando Dely Valdés - Juan Manuel Díaz | - Fernando Fadeuille - Elías Figueroa - Jorge Fucile - Gustavo Fuentes - Andreé González - Cristian González - Alexander Medina - Leonardo Medina - Julio Montero Castillo - Paulo Pezzolano - Edgardo Simovic - Sebastián Soria - Sebastián Vázquez - Gonzalo Vicente |